# Невроза
Неврозата e клас, група от функционални психични разстройства, които включват стресови състояния, но не и делюзии и халюцинации, и при които поведението не е извън социално-приетите норми. (То не засяга основните функции на личността и субектът го осъзнава болезнено). Други наименования включват психоневроза и невротично разстройство, като страдащите от това състояние се наричат невротици (невротик). Макар че наименованието вече не служи официално за диагностициране на психични разстройства според официалните психиатрични класификации, подтипове на невротичните състояния (придружени с конкретните особености) могат да бъдат намерени в ICD-8 и DCM-III, като например в подгрупата на фобийните разстройства се включват агорафобията, клаустрофобията, за тревожните състояния – паника (паническо разстройство), натрапливост и т.н.; хистерията също е смятана за един от основните типове неврози, като е изследвана от Шарко и Фройд, но отново днес е диагностицирана по-скоро като група от разстройства (диссоциативни или соматоформени).

## История
Терминът за първи път е предложен през 1769 г. от шотландския лекар Уилям Кълън за дефиниране на лични болести, които пораждат смущения в личността. Като понятие е възприето от Зигмунд Фройд за обозначаване на болест, чиито симптоми символизират психичен конфликт с произход от детството, който е изтласкан. Впоследствие в регистъра на неврозата от психоаналитична гледна точка влизат и хистерията, и натрапливата невроза, към които могат да се прибавят и актуалната невроза, включваща в себе си страхова невроза, неврастения и психоневрозата, последната обхващаща преносната и нарцистичната невроза. Невротичните състояния са много разпространени и могат да засегнат всеки човек в различна степен. Гризането на ноктите, неволните тикове на лицето, „прескачането“ на сърцето и много други невротични симптоми могат да сполетят психически здрав човек, поставен в напрегната ситуация. Като цяло невротикът се чувства дискомфортно, липсва му увереност в неговата социална роля, агресивен е по отношение на другите (например ироничен) или към себе си (опити за самоубийство), страда от разстройства на съня (безсъние или хиперсомия), може да има сексуални разстройства (фригидност или импотентност, системно въздържание или мастурбация). Често срещана е прекалено бързата умора. Типични невротични състояния са хистерията, анорексията, пироманията, перфекционизмът, злоупотребата с алкохол, наркотици и тютюн, натрапливостите и страховата невроза – най-често от смърт (обикновено фиксирана към инфаркт, СПИН, рак, сифилис, катастрофа), от затворени или открити пространства, от общуване (например от изпускане на газове пред хора или казване на нещо неприлично) и много други.
Действителното изтощение на болния е последица от несъзнаваните усилия, които полага в борбата срещу сексуалните нагони и агресивността си. Всичките му невротични симптоми в последна сметка са символичен израз на вътрешната драма, която се разиграва у него и която е неспособен да овладее, тъй като основните елементи убягват от ясното му съзнание.
Основно в обяснението за неврозата е „конфликтът“. Той се среща във всички теории, които обясняват неврозата (освен в тази на Пиер Жане):
1. Рефлексолозите, следвайки И. П. Павлов, създават с експериментална цел неврози у животните, като ги поставят в конфликтни ситуации. След като създадат условен рефлекс у животното да реагира различно на вида на кръг (с който се свързва възнаграждение) и на елипса (разтърсване от електрически ток), те постепенно намаляват големия диаметър на елипсата, докато я направят трудно различима от кръга. В този момент животното, което не знае как да реагира, става тревожно, неспокойно и проявява множество психосоматични разстройства.
2. Според психоаналитичната теория, вътрешният конфликт, който противопоставя нагонните сили на „То“ на моралните инстанции (Свръх-Аза), предизвиква тревожност, срещу която субектът се опитва да се бори, като мобилизира някои неадекватни защитни механизми.
3. Културалистките тези допълват възгледите на Зигмунд Фройд, като ролята на отключващ механизъм играе социалният натиск (семейни, брачни, икономически отношения). У някои невротици се открива наличие на наследствена обремененост или на действителни социално-икономически трудности, но постоянната характеристика, която се среща при всички невротични субекти, е от психологическо естество: на всички липсва афективна зрялост, поведението им в зряла възраст е като на деца, реагират неосъзнато на конкретните (професионални, сексуални, социални) ситуации според детински критерии и в зависимост от чувствата на привързаност или омраза, породени още в детството им.[3]

## Лечение
Неврозата, която може да бъде отключена от емоционален шок (при военни действия, смърт на близък човек), от материални трудности или преумора, рядко се приема от обкръжението като реална болест. Родителите (и дори някои лекари) не разбират това психично заболяване, за което няма определена органична причина; дори болният не знае причините за своя дискомфорт и за своя невротичен страх. Лечението, което е главно психологическо, може да бъде под формата на морална подкрепа, но най-добри резултати се получават чрез психоанализа. Природата на неврозата е различна от тази на психозата, тъй като болният осъзнава състоянието си, а психотикът си построява въображаема делирна реалност, която приема за действителност.